# 小捷爾科維奇
51°41′40″N 25°58′57″E / 51.69444°N 25.98250°E
小捷爾科維奇（烏克蘭語：Малі Телковичі），是烏克蘭西北部的村莊，隸屬里夫內州的瓦拉什區。該村始建於1622年，面積16.1平方公里，海拔高度145米，2001年人口304，人口密度每平方公里18.9人。